# Seengen–Riesi
Seengen-Riesi est un site palafittique préhistorique des Alpes, situé sur les rives du lac de Hallwil sur la commune de Seengen dans le canton d'Argovie, en Suisse.